# ميخائيل غريفز
ميخائيل غريفز (بالإنجليزية: Michael Greif)‏ هو مخرج أمريكي، ولد في 1959 في بروكلين في الولايات المتحدة.

## وصلات خارجية
- ميخائيل غريفز على موقع IMDb (الإنجليزية)
- ميخائيل غريفز على موقع قاعدة بيانات برودواي على الإنترنت (الإنجليزية)